# まるいち的風景
『まるいち的風景』（まるいちてきふうけい）は、柳原望による日本のロボット漫画作品。1995年、『ルナティックララ』（白泉社）に掲載。以後、同誌や『LaLa』『LaLaDX』（いずれも白泉社）などに一話完結で不定期に掲載された。2001年1月号に掲載されたのを最後に事実上の打ち切り状態となるが、2008年7月に発売された文庫版に描き下ろしの最終話を発表して完結した。
任意に登録した人間の行動を忠実にトレース・再現するロボット・まるいちと、まるいちを取り巻く人々の日常を描いた物語。まるいちを開発した「まるいち制作室」の面々が中心に描かれるが、まるいちの利用者を描いた話も登場する。自意識も感情表示もない非自律型ロボット・まるいちの行動に、人々が愛着や思い入れを抱いたり、かつての利用者に思いをはせたりするなど、温かみのあるヒューマンコメディとして描かれている。
当初はAIBOやASIMOのように愛玩用や単純な生活補助程度に利用されていたまるいちが、伝統文化や技術の保存などに活躍の場を広げていく場面がみられる一方で、犯罪や社会問題を助長しかねないという批判や、利用者のテクノストレスが描かれるなど、「ロボットは凶器の危険性を持つか」「人間の社会生活にどう関わっていくべきか」というテーマが再三にわたって採り上げられている。こうした点から、ロボットSFとして高い評価を得ており、第39回・40回・43回・45回の日本SF大会では作者を招待し「まるいち開発室」が開催された。

## あらすじ
大学生の有里幸太は、高校生の頃に母が死んで以来、義絶状態にあった父が亡くなったと知らせを受ける。葬儀後、彼の前に現われた家電メーカーKAMATA&Co.Ltd（以後、KAMATAと省略）の技術者・美月ななこに頼まれ、幸太は父の跡を継いで、発売前の新製品ロボット・まるいちのモニターを続けることを渋々承諾する。
幸太はまるいちとの生活を始めるが、登録した行動を愚直に再現するだけのまるいちは、幸太のイメージ通りに動かない事ばかり。業を煮やした幸太の前に、再び美月が現れ、モニターされていた100体のまるいちのうち1体が盗難事件に利用されたため、回収することになったと告げる。
成り行きから美月の犯人探しを手伝う事となった幸太は、まるいちの行動を観察するうち、再現する行動には父の自分への思いが込められていたことを知る。そして、まるいちへの反感の込められたある一言をきっかけに、まるいちを操ったキーワードと盗難事件の犯人を探し当てる。

## 登場人物
有里 幸太（ありさと こうた）
20歳の大学生。ただし童顔と小柄な体型のため、初対面の人間にはほぼ100%子供と間違われる。まるいちやKAMATAの面々と出会ったことで、まるいち制作室の雑用アルバイトとなり、卒業後の進路もKAMATAを希望するようになる。文系で開発技術の素養は皆無だが、時々無自覚の内にまるいちと人・社会の関わり方について本質を突いた鋭い発言をし、美月らを瞠目させる。とりわけ牧内からは、まるいちの社会的進出や活用法の拡大に関わる仕事の適性があると評価されている。
美月に恋しているものの、肝心な場面で逃げをうつヘタレな性分のため、仲はまったく進展しない。
美月 ななこ（みつき ななこ）
KAMATAの技術者。まるいち制作室の研究員。視覚認識システム改良の担当者。まるいちの大部分の開発者で、製造特許取得者でもある。人当たりが良く美人。マスコミ取材の際はスポークスマンとしてメディア出演する事も少なくない。
まるいちを溺愛しており、「傷ついたまるいちを放って行くなんて、明日地球が滅ぶとしてもイヤ」と公言している。基本的に朗らかで優しい性格なのだが、歯に衣着せず物事をすっぱり斬るような物言いをするので誤解を受けやすい。だが本人は誤解されても「まるいちさえ居てくれればどうでもいいの」と周囲に無頓着でいる。
他人への気配りは人並みに出来るわりに、自分を取り巻く周囲の感情の機微には疎い。自分の色恋沙汰にはとりわけ疎く、有里の思慕にも全く気付いていない（無意識下では彼女も好意を抱いているが自覚はない）。実家は張子職人の家で、美月自身は現在親元を離れて一人暮らし中。
牧内 千船（まきうち ちふね）
KAMATAの技術者。まるいち制作室室長。文系の大学を卒業後に工学博士号を取り、開発技術者となった。開発作業もこなすが、他部署・上層部との折衝役として多く活躍している。
性格は飄々としていて捉え所が無く、他人には絶対弱味を見せない意地っ張り。人の弱みを握って屁理屈で翻弄する事が大好きで、日常的に有里をからかって遊んでいる。まるいち絡みで事件があると、その趣味（？）を生かし、根回しをして事態収拾してしまう事もある。学生結婚した妻と子がいるが、ひねくれた性格が高じて追い出され、現在は別居状態。
梶木 辰巳（かじき たつみ）
KAMATAの技術者。まるいち制作室係長。手足等の動作システム改良の担当者。KAMATAの広報部に彼女がいる。
堀田（ほりた）
KAMATAの技術者。まるいち制作室研究主任。音声・言語認識システム改良の担当者。縦に小さく横に広い体型。女性は顔で選ぶ派。
一寸木 敬二（ますき けいじ）
有里の母校に通う15歳の中学生。まるいちのユーザーで、自分と同じ「ケイジ」という名をつけている。ある事件で有里たちと知り合い、自分を理解してくれた有里に懐く。
見た目はクールな美青年で大人に間違えられる事もあるが、性格は人見知りで少々屈折していて子供っぽい。ちょっとした事で心が傷つきやすく、それを一人で抱え込んだ末に感情を爆発させるなど、コミュニケーション能力に問題がある。母子家庭に育ち、仕事等で忙しい母とのコミュニケーションに慢性的に飢えているふしがある。
まるいちの設定プログラムを改造するなど、機械に関するスキルは大人顔負け。
牧内 倫子（まきうち りんこ）
著名な美人ニュースキャスターで、牧内室長の妻。ただし、夫のひねくれぶりに手を焼いて、現在は別居中。聡明で常識的な性格だが、死ぬほど意地っ張りな所は夫と相通ずるものがある。

## 書誌情報
単行本
1998年-2000年に、白泉社から単行本全4巻が発売されたが、未完のまま絶版。
- まるいち的風景 1 ISBN 4-592-17051-2
- まるいち的風景 2 ISBN 4-592-17052-0
- まるいち的風景 3 ISBN 4-592-17053-9
- まるいち的風景 4 ISBN 4-592-17054-7

文庫版
2008年に、白泉社から文庫版全2巻が発売された。描き下ろしの最終話を含む全作品を収録。
特別読切作品
- ケータイくんといっしょ ISBN 4-592-18827-6

『TIME』アジア版2000年MAY1-MAY8号の「ロボット特集」に掲載された特別読切作品を収録している。

## 備考
1. ↑  39～43回までは「まるいち開発室1」「2」「3」と称している。内容はまるいちの基本動作に関する説明、その後まるいちが様々な状況下に置かれていると想定して「こういう時どう動くか、何をさせられるか、出来ない事は何か」といった事でパネルディスカッションしたり、作者に回答してもらうというもの。その他にもまるいちにちなんだミニゲームや、作者のサイン会なども開催された。ちなみに2006年の45回仙台大会では「まるいち開発室松島分室」と称し、それまでとは変わってパーティ形式での催しとなっている。